# Arquennes

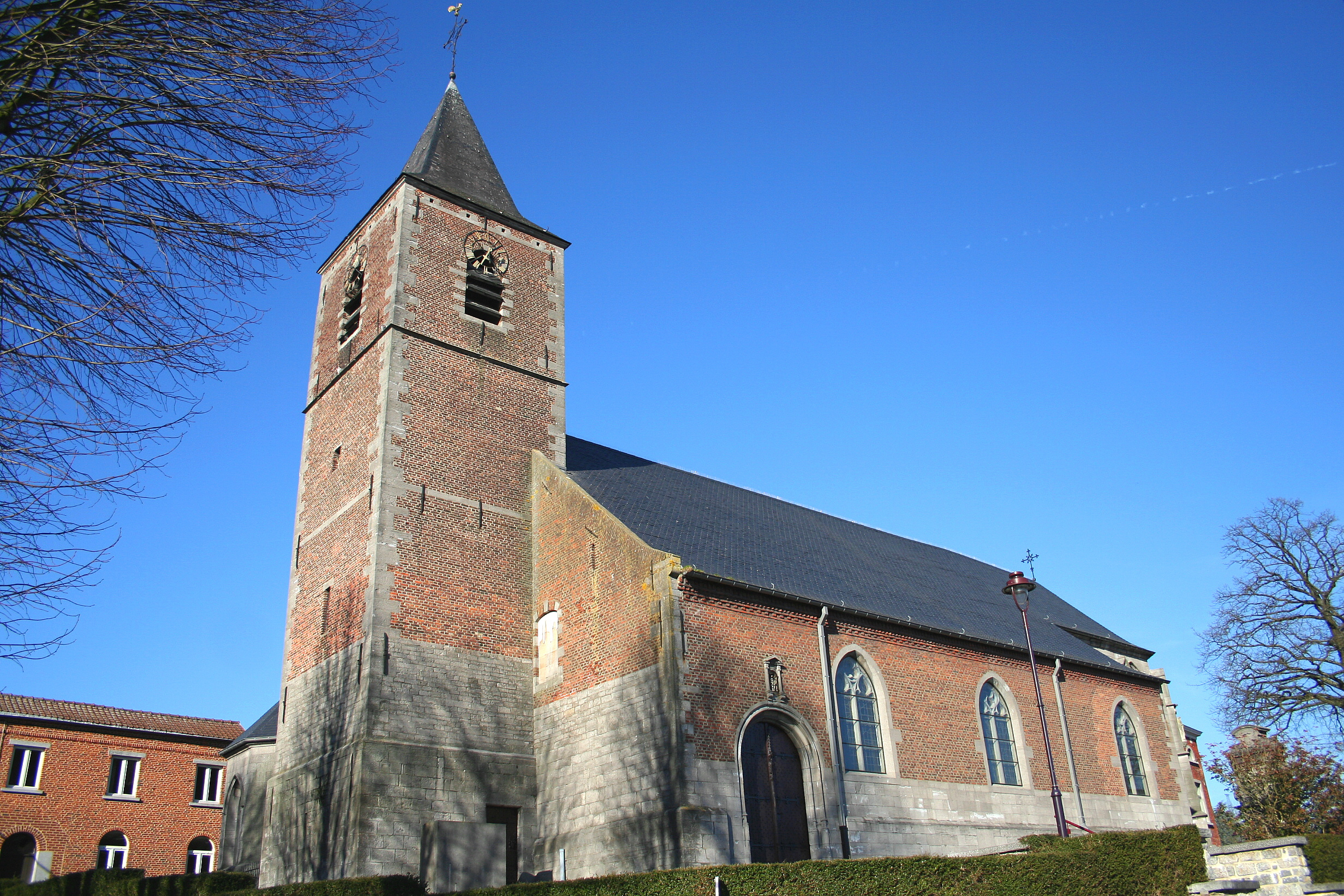
Eglise Sainte-Vierge et Boniface.

Arquennes (en wallon Ârquène) est un  village du Roman Païs, à la frontière de la province de Hainaut avec le Brabant wallon, en Belgique. Administrativement il fait partie de la commune de Seneffe (Région wallonne de Belgique).

## Évolution démographique
- Sources : INS, Rem. : 1831 jusqu'en 1970 = recensements, 1976 = nombre d'habitants au 31 décembre.

## Histoire

### Origines
Arquennes est un très ancien village du Roman Païs de Brabant, relié à la province de Hainaut depuis le 17 février 1800 et actuellement rattaché à la commune de Seneffe. En 1125, elle était orthographiée 'Arkenna', en 1137 : 'Archenne' et en 1147 : 'Arken' jusqu’en 1827[réf. nécessaire]. De même, pays de la pierre, on y a détecté 20 marques de maîtres de carrière, datant de 1580 à 1759 et leur importante corporation a porté chez nous et à l’étranger, le renom d’Arquennes. D’anciennes carrières ont été remblayées et d’autres ont été inondées naturellement contribuant ainsi à la variété de l’important potentiel touristique. La Samme fut rendue navigable pour faciliter le transport de la pierre. 
Arquennes conserve des traces fort anciennes d'occupation humaine, du Paléolithique jusqu’à l'Âge du Bronze, sans compter des villas romaines et un cimetière franc. Elle faisait jadis partie du Roman Païs de Brabant et a été incorporée au Hainaut en 1800.
En 1917, elle fut traversée par l'armée allemande.

## Liste de bourgmestres de 1830 à 1977
- J. Dubois (1848).

## Patrimoine et culture

### Patrimoine architectural

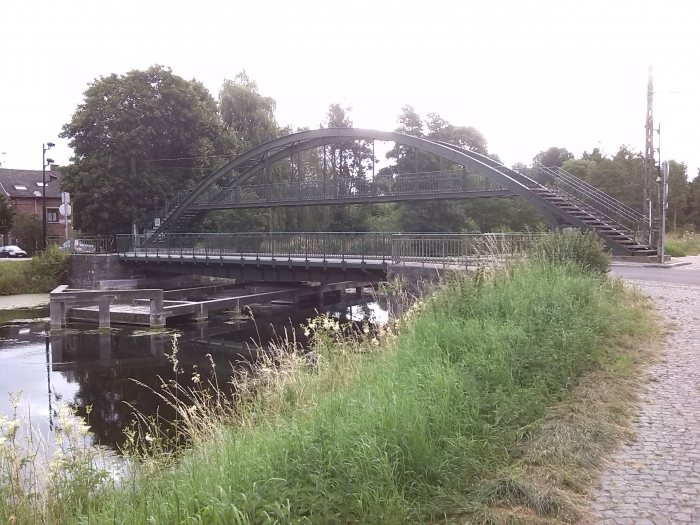
Le pont tournant à l'entrée d'Arquennes qui enjambe la Samme.

- L'église Sainte-Vierge-et-Boniface. Le chœur et les nefs de style hennuyère sont élevé vers 1500, l'autre en 1521 et 1522. En 1762 et 1764, les collatéraux et la tour furent reconstruites. L'église furent plusieurs fois restaurée au XVIIe siècle et en 1952 et 1956 par l'architecte Ladrière[2].
- L'ancienne maison communale, place Albert 1er datée de 1838[3].
- Ferme du Vassal ou du Petit Pibramont, hameau des Bois, (XVIIe siècle)[4].
- Ferme du Paradis, rue du Bon Conseil. Ancienne ferme datée de 1753 par des ancres[4].
- Chapelle Notre-Dame du Bon Conseil, rue du Bon Conseil. Edifiée au cours d'une longue campagne menée par le seigneur d'Arquennes Godefroid de Berghes, de 1628 à 1644 et grâce aux nombreux bienfaiteurs tels que J. Lenglez, J. Nopère, J. Dubois et J. Del Fontaine, tous des maîtres de carrières. La chapelle fut restaurée en 1869 et en 1931 et 1932 par l'architecte Ladrière. Le pignon de style baroque date de 1632[5].
- Château Blase, rue des Carrières. Edifié au 2e tiers du XIXe siècle en style néo-classique[6].
- Chapelle Notre-Dame du Mont Carmel, rue de Chèvremont. Jadis située la place Mathy, potale édifiée en 1773 et relevé en 1840[7].
- Hôpital de l'Hoya, quartier de la Fontaine. Remontant à la fin du XVIe siècle[8].
- L'ancien prieuré-ferme de Rennisart, avec son corps de logis des XVIIe siècle et XVIIIe siècle[9].
- Ferme de la Bruyère, rue Grande-Peine, dans un ensemble de hangars modernes subside un logis bas daté de 1748[10].
- Alcazar, Grand'Place. Construit par Jérôme de Nopère en 1664, le nom fut donné au XIXe siècle[10].
- Ferme de la petite Barrière. Ensemble en U de la 2e moitié du XVIIIe siècle[11].
- Ferme de Hubeaumont, avenue de Petit-Rœulx. Ancien prieuré qui relevait de l'abbaye de Saint-Feullin du Rœulx, depuis 1153[11].
- Le pont d'Arquennes, rue de la Samme. Erigé vers 1885 lors de la construction du canal Charleroi-Bruxelles, il y avait été conçu comme un pont tournant[12].
- Ferme de la Basse-cour. Ensemble remontant au XVIe siècle et réaménagé au XVIIIe siècle et remanié principalement au XIXe siècle. Elle se situait autrefois cernée par un méandre de la Samme, devenu maison seigneuriale à la suite de l'incendie du château[13].
- Château d'Alcantara, rue Scarbotte. Construit en 1722 par le comte Ferdinand d'Alcantara et fortement remanié au XIXe siècle[13].
- Chapelle Notre-Dame du Rosaire, avenue du Vignoble. (XVIIIe siècle)[13].
- La fontaine « Rêve de pierre rêve d'eau » sise sur la Grand-Place témoigne du passé carrier de la région.
- La ligne de chemin de fer 141 passait par Arquennes qui y avait sa gare. Le pont sur la Samme a été démoli.
- La voie cycliste RAVeL 3, dite « Véloroute des Carnavals » (Tubize à Chimay) passe par Arquennes, empruntant le tracé de l'ancienne ligne de chemin de fer. Elle longe la Samme sur un long trajet.

## Sports et vie associative

### Sports
- Football: Entente Sportive Arquennes-Familleureux. En septembre 2013, le Royal Football Club Arquennais, fondé en 1949, fusionne avec le S.C. Familleureux. L'Entente Sportive Arquennes-Familleureux est ainsi créée.
- Une école des jeunes fut mise en place en août 2013, mais disparut au bout de quelques mois, suivi du club principal. Arquennes et Familleureux se retrouvent ainsi sans club depuis 2014.

## Personnalités
- Les maîtres de carrières d'Arquennes[14]
- Philippe Demoulin († 15 février 1912), le dernier survivant des combattants de la révolution belge de 1830 qui mènera à l'indépendance de la Belgique, y est mort et y est enterré.